# Max Raabe
Max Raabe (Lünen, 12 dicembre 1962) è un cantante tedesco, fondatore e bandleader del gruppo Palast Orchester.

## Carriera
Raabe ed il suo gruppo sono specializzati nel ricreare il sound della musica tedesca delle colonne sonore dei film anni venti e trenta, nonché delle canzoni dei Comedian Harmonists, spesso rappresentate con ironia e trovate umoristiche.
Raabe ha fondato la Palast Orchester nel 1986, quando era studente di canto (baritono) alla Universität der Künste di Berlino. La sua carriera e quella della Palast Orchester comincia con un brano d'immediato successo ('Schlager') intitolato Kein Schwein ruft mich an (letteralmente Nessun maiale mi chiama, che in tedesco corrisponde all'espressione italiana Non c'è un cane che mi chiami), una canzone pop nello stile della musica anni venti che ebbe molto successo in Germania.
In seguito Raabe continua a lavorare come musicista e compositore di colonne sonore, ma sarà conosciuto al di fuori della Germania principalmente per aver realizzato cover di celebri brani pop come Sex Bomb o Oops!... I Did It Again nel suo particolare stile.
Il 6 maggio 2004 "Max Raabe" & la Palast Orchester si esibiscono al Teatro Olimpico di Roma. Nel 2005 entra in scena per la prima volta alla Carnegie Hall di New York.
Il 3 dicembre 2005 Max Raabe e la Palast Orchester si esibiscono durante il matrimonio di Marilyn Manson e Dita von Teese.
Max Raabe e la Palast Orchester sono nuovamente a Roma per il concerto "White Christmas", grandi successi degli anni Venti e Trenta, presso l'Auditorium Parco della Musica il 13 dicembre 2006. Ospite speciale del concerto è la cantante Antonella Ruggiero. Il concerto rientra nella rassegna musicale Santa Cecilia It's Wonderful, organizzata dall'Accademia Nazionale di Santa Cecilia.

## Discografia
- Die Männer sind schon die Liebe wert (1987)
- Kleines Fräulein, einen Augenblick (1989)
- Ich hör' so gern Musik (1991)
- Mein kleiner grüner Kaktus (1992)
- Wintergarten-Edition Live (1993, 1996)
- Dort tanzt Lu-Lu! (1994)
- Bel Ami (1995)
- Music, Maestro, Please (1996)
- 10 Jahre Palast Orchester mit seinem Sänger Max Raabe(1997)
- Tanz-Gala (1997)
- Junger Mann im Frühling (1999)
- Kein Schwein ruft mich an (Best Of) (1999)
- Ein Freund, ein guter Freund (1999)
- Krokodile und andere Hausfreunde (2000)
- Charming Weill (2001)
- Superhits (Album mit Hitparaden-Covers) (2001)
- Von Kakteen und Gorillas (2001)
- Vom Himmel Hoch, Da Komm' Ich Her (2002)
- Superhits 2 (Album mit Hitparaden-Covers) (2002)
- Palast Revue (Best Of) (2003)
- Max Raabe singt … (Solo-Livealbum) (2005)
- Komm, lass uns einen kleinen Rumba tanzen (2006)
- Gekommen, um zu bleiben (Maxi-CD con il gruppo Wir sind Helden) (2006)
- Schieß den Ball ins Tor (Maxi-CD con Heino Ferch e Peter Lohmeyer) (2006)
- Heute Nacht oder nie - Live In New York (2008)
- Übers meer (2010)

### Cover
Max Raabe e la Palast Orchester hanno reinterpretato nel loro stile inconfondibile anche canzoni di varie epoche, tra cui:
- Oops!... I Did It Again (Britney Spears)
- Lucky (Britney Spears)
- Blue (Da Ba Dee) (Eiffel 65)
- Super Trouper (ABBA)
- Around the World (La La La La La) (ATC)
- Sex Bomb (Tom Jones e Mousse T.)
- We Will Rock You (Queen)
- We Are the Champions (Queen)
- Let's Talk About Sex (Salt-n-Pepa)
- Bongo Bong (Manu Chao)
- Upside Down (A*Teens)
- Tainted Love (Soft Cell)
- Angel (Shaggy)
- Another Day in Paradise (Phil Collins)
- Uptown Girl (Billy Joel)
- Supreme (Robbie Williams)
- Mambo No. 5 (Lou Bega; la canzone, a sua volta, è una cover dell'omonimo brano di Pérez Prado)

## Film
- Max Raabe - Gentleman der Schellackplatte. Documentazione, Germania, 2004, sceneggiatura e regia: Yvonne von Kalinowsky
- Max Raabe & Palast Orchester - Concerto alla Berliner Waldbühne 2006. (registrazione del concerto), Germania, 2006
- Mein Leben - Max Raabe. Documentazione, Germania/USA, 2007, regia: Claudia Müller
- Invincible. Dramma, Germania, 2001, sceneggiatura: Werner Herzog,